# Baia Eltanin
La baia Eltanin è una baia larga circa 150 km e lunga 51, situata sulla costa di Bryan, nella parte orientale della Terra di Ellsworth, in Antartide. In particolare la baia si trova all'estremità meridionale del mare di Bellingshausen, dove è delimitata a ovest della penisola Wirth, che la divide dalla baia di Fladerer, e a est dalla penisola Allison, e dove al suo interno si riversano diversi flussi glaciali, come l'Alison e il Ferrigno, il quale forma una piccola lingua glaciale sulla superficie della baia.

## Storia
La baia Eltanin è stata mappata dallo United States Geological Survey grazie a fotografie aeree scattate dalla marina militare statunitense tra il 1961 e il 1966, ed è stata così battezzata dal Comitato consultivo dei nomi antartici in onore della USS Eltanin, una nave da ricerca oceanografica in forza al Programma Antartico degli Stati Uniti d'America protagonista di diverse spedizioni nell'oceano Pacifico meridionale.